# Theridion caliginosum
Theridion caliginosum är en spindelart som beskrevs av Marples 1955. Theridion caliginosum ingår i släktet Theridion och familjen klotspindlar.
Artens utbredningsområde är Samoa. Inga underarter finns listade i Catalogue of Life.